# 아르메로

아르메로(스페인어: Armero)는 콜롬비아 톨리마주의 도시이다.
1985년 11월 13일, 네바도델루이스산의 화산 분화(아르메로의 비극)로 23,000명이 사망하였다. 그 당시 아르메로의 인구는 31,000명이였다.